# 驷秦
驷秦（？—前490年），姬姓，驷氏，名秦，是公子騑的后裔，郑国下大夫。
驷秦富有而奢侈，他只是一个下大夫，但常常把卿的车马服饰陈列在自己的院子里。郑国人讨厌他，在前490年把他杀了。国参评价道：“《诗经》说：‘在职位上努力不懈，百姓才得以安宁。’不安于自己职位的人，很少能活的长久。《商颂》说：‘不出差错不自满，不敢懈怠不偷闲，上天赐予各种福禄。’”